# Thuisko von Metzsch
Thuisko von Metzsch (* 10. April 1918 in Dresden; † 12. Juli 1994) war ein deutscher Unternehmer.
Er stammt aus der sächsischen Adelsfamilie von Metzsch.
Im Zweiten Weltkrieg kämpfte von Metzsch an der Ostfront. Er wurde am 20. September 1942 mit dem Eisernen Kreuz I. Klasse ausgezeichnet und am 28. September 1942 zum Oberleutnant befördert. Er diente Ende 1944 als Stabsoffizier von Generalfeldmarschall Walter Model.
Am 25. Februar 1946 heiratete er Anneliese Haniel, eine Tochter von Alfred Haniel und dessen Frau Elly, geborene Heye. Als Alfred Haniels Schwiegersohn übernahm er 1958 dessen Nachfolge als Vorsitzender des Aufsichtsrates der Franz Haniel & Cie. GmbH und leitete während seiner Amtszeit den Strukturwandel des Konzerns ein. Zudem war er von Gründung 1953 bis 1988 Mitglied im Beratenden Ausschuss, dem späteren Beirat des Unternehmens. 1988 schied er zusammen mit Klaus Haniel aus dem Aufsichtsrat aus. Aus diesem Anlass gründeten das Unternehmen und seine Gesellschafter die gemeinnützige Haniel Stiftung.